# Yūki Nakashima
Yūki Nakashima (jap. 中島 裕希 Nakashima Yūki; ur. 16 czerwca 1984) – japoński piłkarz występujący na pozycji napastnika. Obecnie występuje w FC Machida Zelvia.

## Kariera klubowa
Od 2003 roku występował w klubach Kashima Antlers, Vegalta Sendai, Montedio Yamagata i FC Machida Zelvia.